# Ralph Dupas
Ralph Dupas (ur. 14 października 1935 w Nowym Orleanie, zm. 25 stycznia 2008 w Denham Springs w stanie Luizjana) – amerykański bokser, zawodowy mistrz świata kategorii lekkośredniej.
Rozpoczął karierę bokserską w 1950. Jego trenerem był Angelo Dundee. Początkowo walczył w wadze lekkiej. W 1953 wygrał z Kanadyjczykiem Armandem Savoie. W 1954 przegrał z Paddym DeMarco, którego pokonał rok później. 7 maja 1958 w Houston zmierzył się w walce o tytuł mistrza świata wagi lekkiej z ówczesnym championem Joem Brownem, ale przegrał przez techniczny nokaut w 8. rundzie.
Później przeniósł się do kategorii półśredniej. W 1961 wygrał z przyszłym mistrzem świata wagi średniej Joeyem Giardello i byłym mistrzem świata wagi półśredniej Virgilem Akinsem. 13 lipca 1962 w Las Vegas stoczył walkę o pas mistrza świata wagi półśredniej, którą przegrał na punkty z obrońcą tytułu Emile Griffithem. 30 stycznia 1963 przegrał po kontrowersyjnym werdykcie z Sugar Rayem Robinsonem.
29 kwietnia 1963 w Nowym Orleanie Dupas po raz trzeci podjął próbę zdobycia pasa mistrza świata, tym razem w kategorii lekkośredniej. Pokonał po 15 rundach na punkty obrońcę tytułu Denny'ego Moyera i został mistrzem świata. W rewanżu 17 czerwca tego roku w Baltimore ponownie pokonał Moyera na punkty po 15 rundach.
W tym samym roku stracił tytuł po przegranej 7 września w Mediolanie z Sandro Mazzinghim przez techniczny nokaut w 9. rundzie. Mazzinghi pokonał go także w rewanżu 2 grudnia tego roku w Sydney przez techniczny nokaut w 13. rundzie. W lutym 1964 Dupas ponownie przegrał z Griffithem, tym razem przez nokaut w 3. rundzie. Zakończył karierę w 1966.
Pod koniec życia cierpiał na encefalopatię bokserską.